# Radio Rosa Livorno
Radio Rosa Livorno è stata una radio libera di Livorno, nata il 17 aprile del 1977 e chiusa nel 1981.

## Storia
Nella sua pur breve durata (morirà a seguito di furto delle apparecchiature nel settembre del 1981), ha lasciato un segno indelebile nel panorama delle radio libere livornesi. Fondata da un piccolo gruppo di amici (Graziano Ghionzoli, Raffaele Palumbo, Sergio Giorgetti, Fausto Butelli, Luigi Michetti, Marco Orlandini, Stefano Lucarelli, tutti coordinati dall'ideatore del progetto Federico Paoletti) con il nome di Radio Rosa (in origine su 102.7 MHz, poi spostati a 102.5 MHz), diventò Radio Rosa Livorno nell'ottobre dello stesso anno. Gli studi erano ospitati in una mansarda al quarto piano di Via Marradi 187, mentre la frequenza divenne la famosa 97.4 FM. All'inizio il vero nome doveva essere Radio Pantera Rosa, ma per questioni di copyrigth il nome si modificò in Radio Rosa.
Successivamente si alternarono altri personaggi, quali Antonio Degan, l'ingegnere per eccellenza, colui che seguì le sorti tecniche della radio dopo l'uscita di Federico Paoletti, e conduttori di rilievo fra i quali ricordiamo Paolo Degan, Paolo Pellegrino, Marco Giarola, Enzo Scaffidi, Augusto Gentili quali dj legati alla musica più "impegnata", nonché i vari Renzo Lucherini, Alessandro Fincato, Angelo De Giuseppe, Paolo Taradash, Marco Filippelli, D.J.IGNAZIO (the King) , Stefano Martini (steve martin dj)  e Orlando Pompa. Indimenticabile anche il mito del liscio "Vento Selvaggio", nonché i curatori di altre rubriche quali Mauro Pedroni, Leandro Lepori, Roberto Dini e tanti altri ancora. Immancabili le donne, anzi, a quei tempi, le ragazze quali Susanna Pucci, Cinzia Garofoli, Alessandra Diella, Rossella Morini, Monica Gimelli e Sandra Bernardeschi. A muovere i primi passi nell'emittente anche Gianni Ferrini, appena tredicenne, che negli anni successivi approderà al network Lattemiele di Bologna in qualità di responsabile delle produzioni. In ultimo Fabio Effe (Mandrake).

## Riconoscimenti postumi
Nel novero della mostra itinerante "Trent'anni di Radio Libere (1976-2006)" Radio Rosa Livorno ha avuto il suo giusto riconoscimento con pannello espositivo al Museo di Scienze Naturali di Livorno nel periodo dal 1º giugno al 17 giugno 2007.